# محمدتقی میر
میرزا محمدتقی میر کازرونی مشهور به محمدتقی میر (۱۲۹۴ در کازرون - ۱۳۷۵ در شیراز) پزشک جراح، شاعر، نویسنده و مدرس دانشگاه ایرانی بود. وی بنیانگذار بیمارستان دکتر میر به‌عنوان نخستین بیمارستان خصوصی در شیراز بود. میر اولین رئیس سازمان نظام پزشکی شیراز در دورهٔ پهلوی دوم بود.

## زندگی و تحصیلات
محمدتقی میر در سال ۱۲۹۴ در کازرون زاده شد. او فرزند میر ابوطالب کازرونی، از تجّار کازرون بود و پس از پایان تحصیلات مقدماتی در زادگاهش، به تحصیل در رشتهٔ پزشکی در دانشکدهٔ پزشکی دانشگاه تهران پرداخت. مدرک دکتری عمومی خود را در سال ۱۳۱۷ و مدرک تخصص جراحی خود را در سال ۱۳۲۴ از دانشگاه تهران کسب کرد و برای ادامهٔ تحصیلات راهی اروپا و آمریکا شد. او پس از اخذ مدرک فوق تخصصی جراحی از دانشگاه کلرادو به ایران بازگشت.

## سوابق و اقدامات
میر پس از انتخاب به عنوان رئیس بیمارستان سعدی شیراز از تهران به شیراز نقل مکان کرد و همزمان به تدریس در دانشکده پزشکی دانشگاه شیراز مشغول شد. دکتر میر در سال ۱۳۴۸ به عنوان نخستین رئیس سازمان نظام پزشکی شیراز انتخاب شد و پس از آن یک دوره دیگر نیز به این سمت منصوب شد. وی در سال ۱۳۵۸ بیمارستان دکتر میر را به عنوان نخستین بیمارستان خصوصی شهر شیراز تأسیس کرد.

## درگذشت
محمدتقی میر در سال ۱۳۷۵ درگذشت و در باغچهٔ شاه‌داعی‌الله شیراز به خاک سپرده شد.

## آثار
آثار و کتب دکتر میر به شرح زیر است:
- جراحی عمومی
- پزشکان عملی
- پزشکان نامی پارس
- ترجمه و تحشیهٔ قانونچهٔ چغمینی
- شرح حال و آثار علامه قطب‌الدین کازرونی، دانشمند نامی قرن هفتم
- بزرگان نامی پارس (در دو جلد)
- گنجینهٔ غزل
- فرهنگ و مصطلحات طب سنتی ایران (در هفت جلد)
- اصلاح و تحشیه اختیارات بدیعی